# Heterocentrotus
A Heterocentrotus a tengerisünök (Echinoidea) osztályának Camarodonta rendjébe, ezen belül az Echinometridae családjába tartozó nem.

## Előfordulásuk
A Heterocentrotus-fajok előfordulási területe a Vörös-tenger és az Indiai-óceán.

## Rendszerezés
A nembe az alábbi 2 faj tartozik:
- Heterocentrotus mamillatus (Linnaeus, 1758)
- Heterocentrotus trigonarius (Lamarck, 1816)